# 第五云雀军团
第五云雀军团（英語：Legio V Alaudae）古罗马军队建制名称。由尤利乌斯·凯撒于公元前52年在高卢建立。
该军团主要由高卢人组成，绝大部分士兵在加入军团时不具备罗马公民权，不符合罗马军团的入伍条件。不过后来元老院还是追认了这些士兵的公民权。另外，为了弥补高卢战役中凯撒所辖各军团的损失，该军团人数出奇的多，最多时达到了22个步兵大队。
该军团曾先后参加法萨卢斯战役、高卢战争等一系列相关军事活动 ，具有重要地影响与积极意义。
在公元前46年4月6日的塔普苏斯会战中，属于庞培余党一方的梅特鲁斯·西庇阿在两翼部署象群试图突破凯撒军队的两翼骑兵并借此包抄凯撒方，此时第五云雀军团位于凯撒方的中央步兵阵列。凯撒利用石弩射击使得西庇阿的象群失控。一侧象群返身向西庇阿军冲去，另一侧象群则斜向冲往凯撒中央部署的第五云雀军团，此举极有可能导致凯撒中央步兵战线崩溃。但是第五军团的士兵们表现出过人的英勇，将冲入步兵群中的敌方战象如数歼灭。自此，第五云雀军团即以象作为军团吉祥物。

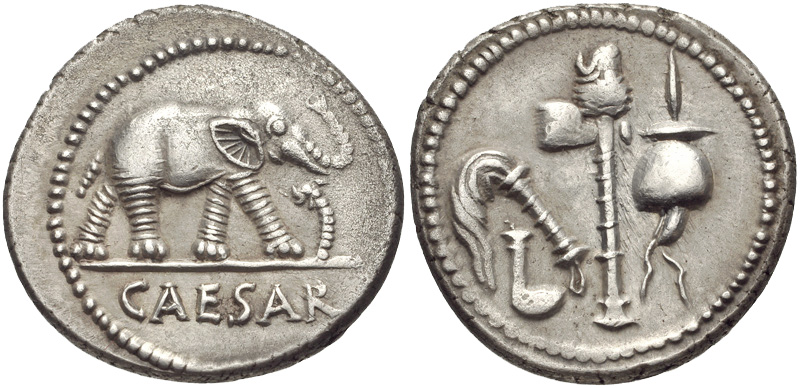

## 扩展阅读
- Jones, Brian W. . Routledge. 1992.
- Parker, HMD. . Cambridge: W. Heffer & Sons LTD. 1971: 110. ISBN 0852700547.